# Johann Michael Strauß
Johann Michael Strauß (* 21. Juni 1628 in Wittenberg; † 10. Dezember 1692 in Pirna) war ein deutscher lutherischer Theologe.

## Leben
Strauß war der Sohn des kurfürstlich sächsischen Oberamtmanns in Wittenberg Benedikt Strauß (* ± 1599; † 4. Februar 1675) und dessen Frau Anna Maria (geb. Schneider; † 20. März 1686). Nach seiner Geburt wurde er am 22. Januar in der Stadtkirche Wittenberg getauft. Strauß stammte aus einem weit verzweigten sächsischen Bürgergeschlecht. Sein Großvater väterlicherseits war der Lehrer an der Stadtschule in Torgau Johann Strauß, welcher mit der Elisabeth Wolcken, der Tochter des Weinmeisters in Torgau, später in Dresden Blasius Wolcken, dessen Vater gezeugt hatte. Sein Großvater mütterlicherseits war der Wittenberger Amtschösser Michael Schneider, welcher mit Maria Reuter, der Tochter des Bitterfelder Bürgermeisters Konrad Reuter, seine Mutter gezeugt hatte. Er war somit ein Neffe des Wittenberger Professors Konrad Viktor Schneider. Seine Ahnenreihe ließe sich beliebig fortsetzen, so zum Beispiel auf den Superintendenten von Seyda Caspar Roth, oder den Wittenberg Bürgermeister Ambrosius Reuter.
Sein Vater sorgte dafür, dass sein Sohn eine gediegene Bildung erhielt. Hierfür verpflichtete er namhafte Ausbilder. Anfänglich leitete sein Onkel Michael Schneider seine Ausbildung. Nach dessen Tod übernahm August Buchner diese Aufgabe, auch Johann Erich Ostermann, der spätere Pfarrer in Zschepa bei Oschatz Mag. Gottfried Hallbach und Konstantin Ziegra. So vorgebildet bezog er am 28. April 1648 die Universität Leipzig. Im Folgejahr zog er wieder nach Wittenberg, wo er sich an der dortigen Universität am 22. April 1650 den akademischen Grad eines Magisters der philosophischen Wissenschaften erwarb. Am 1. Mai 1654 wurde er dort Adjunkt der philosophischen Fakultät und übernahm im Jahr 1660 das Dekanat der philosophischen Fakultät. Am 16. Juni 1662 erhielt er eine Berufung als Oberpfarrer u. Superintendent in Herzberg (Elster), welches Amt er jedoch erst am 25. Mai 1663 antrat. Vorher erwarb er sich am 10. Oktober 1662 das Lizentiat der Theologie in Wittenberg und wurde am 12. Oktober 1662 zum Doktor der gleichen Wissenschaften gekürt. 1668 wurde er Oberpfarrer und Superintendent in Pirna, welche Aufgabe er bis zu seinem Lebensende versah. Am 20. Dezember wurde er in der Stadtkirche von Pirna beigesetzt.

## Familie
Am 2. Dezember 1662 verheiratete sich Strauß in Freiberg mit Klara Margaretha Starcke (* 3. Juni 1647 in Lüneburg), der Tochter des Superintendenten in Freiberg Sebastian Gottfried Starcke (* 27. März 1612 in Mittweida; † 27. November 1670 in Freiberg). Von den Kindern dieser Ehe kennt man:
1. Sohn Johann Gottfried Strauß (* um 1664; † 1682)
2. Tochter Johanna Margaretha Strauß
3. Sohn Johann Michael Strauß, Stud. jur.
4. Tochter Clara Margaretha Strauß (* 1668; † 1682)
5. Tochter Johanna Charitas Strauß

## Werke (Auswahl)
- Disputatio De Virtute Heroica. Resp. Johann Scheffer. Wittenberg, 1659 (Digitalisat)
- Disputatio ethica de fortitudine. Resp. Daniel Scheffer. Wittenberg, 1659 (Digitalisat)
- Disputatio Physica De Anima Rationali, eiusque Facultatibus. Resp. Johann Christoph Weniger. Wittenberg, 1660 (Digitalisat)
- Dissertatio Politica Vulgatiora Quaedam, Tum Formandi Principis Indolem Tum Stabiliendi Principatus, Tractans Fundamenta. Resp. Conrad Strauss. Wittenberg, 1660 (Digitalisat)
- XXX Quaestiones Ex Practica Philosophia Collectae. Resp. Heinrich Beinrad. Wittenberg, 1661 (Digitalisat)
- Ex Ethicis De Bonis S. B. Concomitantibus. Resp. Johannes Beinrad. Wittenberg, 1661 (Digitalisat)
- Disputatio Politica De Summa Potestate. Resp. Johannes Kleinsorge. Wittenberg, 1661 (Digitalisat)
- Disputatio metaphysica de enterationis. Resp. Michael Christian Dalichau. Wittenberg, 1662 (Digitalisat)
- Disputatio philosophica de propriorum communicatione. Wittenberg, 1662 (Digitalisat)
- Cur Deus Homo, sive De Incarnationis Filii Dei Causa Finali, Disputatio Inauguralis Scholasticis potissimum opposita. Präside: Johann Andreas Quenstedt. Wittenberg, 1662 (Digitalisat)
- Goel Vivus. Der Lebendige Erlöser : Aus den Kernspruch Hiobs cap. XIX, v. 25. 26. 27. Dresden, 1674 (Digitalisat)[2]
- Consul Triumphans. Der Triumphirende Regent ... Bey ... Herrn Melchior Rauffus/ Alten wohl-verdienten Bürger-Meister bey der Stadt Pirn. Torgau, 1676 (Digitalisat)[3]
- Die bewehrte Liebe GOttes : Aus dem VIII. Cap. der Epistel S. Pauli an die Römer vers. 38/ 39. Ich bin gewiß/ daß weder Tod noch Leben [et]c. Dresden, 1678 (Digitalisat)[4]
- Der Confirmirte Prediger/ Aus dem Cap. 15. Jerem. versic. 19.20.21. Darumb spricht der Herr also/ wo du dich zu mir hältest ... . Pirna, 1680[5]
- Der in Leipzig bald perfektionierte Studiosus ... . Pirna, 1683[6]
- Der beständige Prediger/ Aus der 2. Timoth. 1. vers. 12. Ich weiß/ an welchen ich gläube/ ... . Pirna, 1685 (Digitalisat)[7]
- Der getreue Kunst aus dem 25. Cap. Matth. Vers 21 ... . Leipzig, 1686 (Digitalisat)[8]